# Mount Patterson
Mount Patterson je hora na východě Kalifornie, v Mono County. S nadmořskou výškou 3 558 metrů je nejvyšší horou menšího pohoří Sweetwater Mountains a náleží mezi třicet nejvyšších hor Kalifornie s prominencí vyšší než 500 metrů. Mount Patterson a Sweetwater Mountains tvoří nejzápadnější část horských hřbetů Velké pánve. Vrchol hory leží 7 kilometrů západně od hranice se státem Nevada a okolo 10 kilometrů východně od mezistátní silnice U.S. Route 395.